# De 102.000 stenen
De 102.000 stenen, op de appelplaats in het voormalige Kamp Westerbork in Hooghalen is een monument ter herinnering aan de 102.000 Joden en Roma die tijdens de Tweede Wereldoorlog vanuit Nederland werden gedeporteerd en niet meer levend teruggekeerd zijn. 
De rode rechthoekige stenen zijn alle voorzien van een symbool. De stenen met een roestvrijstalen davidsster gedenken de Joden die naar Midden- en Oost-Europa werden gedeporteerd en daar vermoord werden. 213 stenen dragen een vlam en verwijzen naar de omgebrachte Roma. Enkele tientallen stenen hebben geen symbool en verwijzen naar omgekomen verzetsstrijders. 
Het hoogteverschil tussen de stenen moet benadrukken dat er voor ieder slachtoffer een eigen steen is neergezet. Daarnaast maakt het hoogteverschil tussen de stenen de omvang van het getal 102.000 zichtbaar. De stenen zijn geplaatst in de kaart van Nederland, om te onderstrepen dat de Joodse gevangenen van kamp Westerbork uit alle delen van Nederland afkomstig waren.